# المرأة في الجبل الأسود

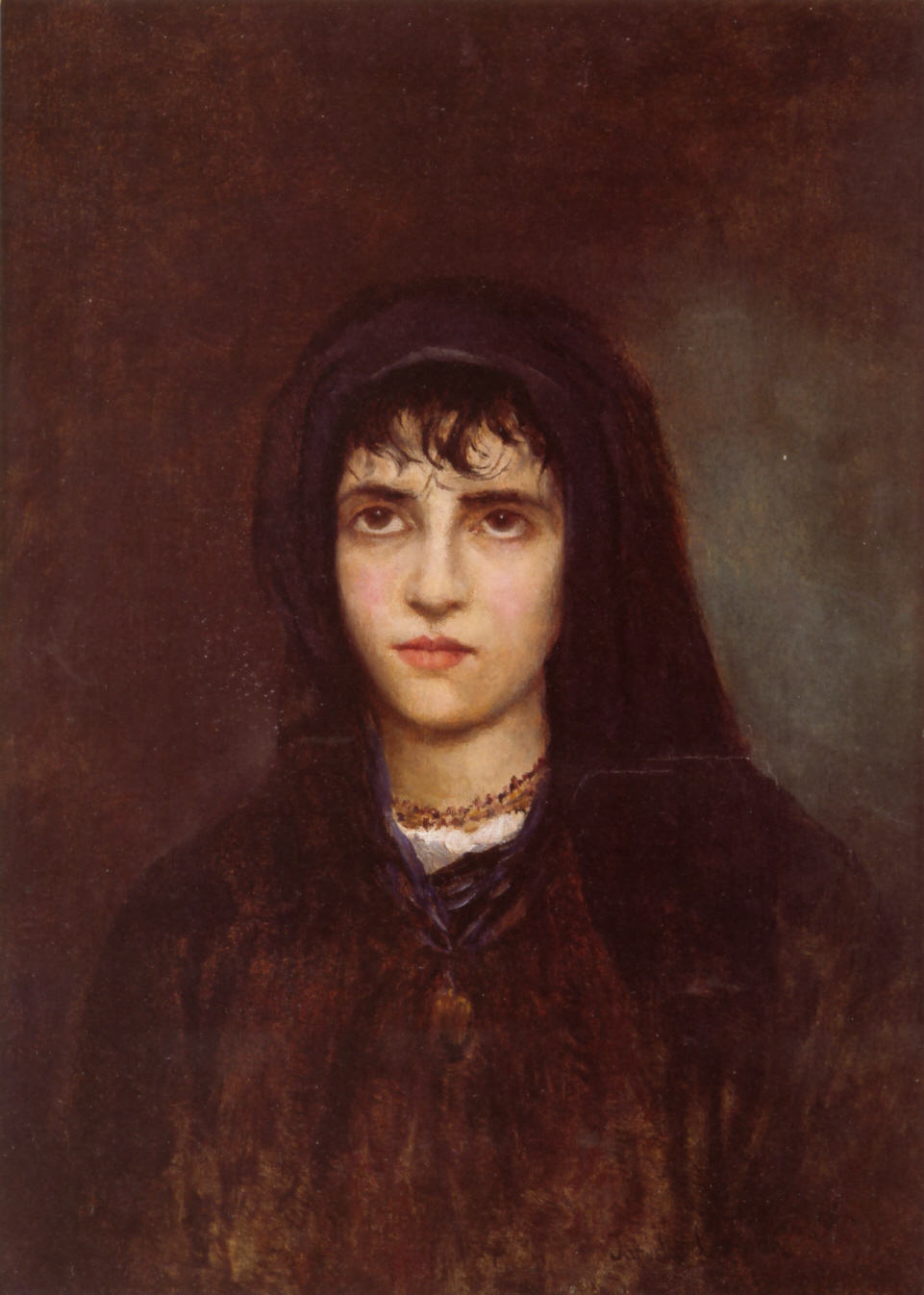
لوحة لامرأة في الجبل الأسود سنة 1865 بواسطة الرسام جاروسلاف سيرماك.

المرأة في الجبل الأسود أو مايعرف بالمرأة المونتنيغرية (بالإنجليزية: Montenegrin women)‏. هن النساء الواتي يعشن في الجبل الأسود، الدولة الأوروبية المتموقعة في جنوب شرق أوروبا، المنتمية لشبه جزيرة البلقان. وهن مجموعة من مجتمع الجبل الأسود المعروف بسلاف جنوبيون. في مقالة لصحيفة نيويورك تايمز نُشرت بتاريخ 5 نوفمبر 1880، كتب محرر المقالة «لقد أصبحت المرأة المونتنغرية متكافئة مع الرجل، حيث بدأت في المشاركة في الواجبات التي كانت حكرا على الرجال، وغدت تتقنها».

## الصفات
على غرار طبيعة الإناث في العالم في مايخص الطول، فإن النساء الموتنغريات معروفات بقصر قامتهن التي لا تتعدى 171 سنتيمتر (67 إنش).

## الوضعية في المجتمع
النساء في مونتنيغرو يعشن تحت سياسة محافظة، حيث يطغى على المجتمع سياسة أبوية أو مايعرف بالنظام الأمومي. العائلة المونتنيغرية يحتل الأب الدرجة الأولى، بينما دور المرأة هو دور منزلي عائلي. حاليا أصبح المجتمع يولي اهتمام أكبر بالمرأة.

## معدل الخصوبة
حسب تقرير للبنك الدولي، أظهر أن معدل الخصوبة بالنسبة للنساء المونتنغريات (اعتمادا على عدد الولادات) قد انخفض بين سنوات 2002 و2010، حيث تحول من 1.77 سنة 2002، إلى 1.68 سنة 2008، ثم إلى 1.66 في 2010.

## شخصيات نسائية مونتنيغرية

### ملكة إيطاليا
عرف تاريخ الجبل الأسود عدة شخصيات نسائية بارزة، من بينهن الأميرة إلينا دل مونتينيغرو (1873–1952) التي أصبحت ملكة إيطاليا بصفتها زوجة الملك فيكتور عمانويل الثالث ملك إيطاليا. حيث تزوجت من الأمير الإيطالي وتحولت إلى الكاثوليكية. وقد تسبب تغيير إلينا لملتها في غضب شديد لدى أمها، التي رفضت لذلك حضور حفل الزفاف الذي أقيم في روما. أصبحت إلينا لاحقًا ملكة لإيطاليا عندما تولى زوجها العرش تحت اسم فيكتور عمانويل الثالث سنة 1900، ثم أضيف إلى ألقابها الملكية لقب إمبراطورة إثيوبيا القرينة عقب غزو إيطاليا الفاشية لإثيوبيا سنة 1936، ثم لقب ملكة ألبانيا القرينة عقب احتلال ألبانيا سنة 1939، غير أن هذين اللقبين ما لبثا أن أُسقطا بعد أن تخلى زوجها رسميًا عن اللقبين المناظرين سنة 1943.
في سنة 1941، نجحت في التأثير على زوجها لدفع رئيس وزرائه بنيتو موسوليني لتأسيس مملكة الجبل الأسود المستقلة، وفي سنة 1943 نجحت في دفع الألمان إلى إطلاق سراح الأمير ميخائيل (ابن شقيقها) وزوجته الفرنسية جنيفييف، اللذين اعتُقلا بعد رفض ميخائيل أن يُتوج ملكًا تحت الحماية الإيطالية.

### أول امرأة فيزيائيية
ديفنا فيكوفيتش (1886–1944) هي رمز للالمرأة في الجبل الأسود حيث تُعتبر أول طبيبة في الجبل الأسود. كما أنها كانت جزء من المعالجين خلال الحرب العالمية الأولى، كانت فيكوفيتش من الشخيصيات المعروفة بالمساهمة في الأعمال الخيرية والترجمة الأدبية. إذ كان أول ما ترجمته هو مؤلف إكليل الجبل (بالإنجليزية: The Mountain Wreath)‏) من اللغة المونتنغرية إلى اللغة الفرنيسة. قامت فيكوفيتش بترجمة قصائد عديدة على رأسها قصائد الشاعر الصربي يوفان يوفانوفيتش زماخ. استمرت فيما بعد في عملها كطبيبة حيث توفيت قُبيل نهاية الحرب العالمية الثانية.